# Larsemann Hills
Die Larsemann Hills (norwegisch Larsemannfjella) sind eine Reihe niedriger und abgerundeter Hügel an der Ingrid-Christensen-Küste des ostantarktischen Prinzessin-Elisabeth-Lands. Sie ragen am Südufer der Prydz Bay auf und erstrecken sich ausgehend vom Dålk-Gletscher über eine Länge von 14 km. Das eisfreie Gebiet hat eine Gesamtfläche von rund 40 km².
Der norwegische Walfangkapitän Klarius Mikkelsen (1887–1941) entdeckte sie im Februar 1935 im Rahmen der vom norwegischen Walfangunternehmer Lars Christensen finanzierten vierten Antarktisfahrt der Thorshavn (1934–1935). Mikkelsen benannte sie nach einem Spitznamen für Christensen. Das Advisory Committee on Antarctic Names übertrug 1947 die norwegische Benennung ins Englische.
Am Ende der 1980er Jahre wurden in den Larsemann Hills vier Polarstationen errichtet: die australische Law-Station, heute saisonal als rumänische Law-Racoviță-Station betrieben, die chinesische Zhongshan-Station und die russischen Stationen Progress und Progress-2. Im Sommer 2012/2013 kam die indische Bharati-Station auf der Halbinsel Haizhu Bandao hinzu. Um die menschlichen Aktivitäten im Gebiet mit Blick auf den Umweltschutz besser koordinieren zu können, wurde 2007 das 252,54 km² große Sonderverwaltungsgebiet ASMA-6 „Larsemann Hills, Ostantarktika“ eingerichtet.